# 榛谷南區 (華盛頓州)
榛谷南區（英語：Hazel Dell South）是美国华盛顿州克拉克县的一個普查规定居民点（CDP），2000年美國人口普查時人口為6,605人。